# Lalo Mendoza
Lalo Mendoza, cuyo nombre real era Cártago Mendonça Leguisamo (Livramento, 20 de mayo de 1904 - Rivera, 9 de julio de 1989) fue un escritor y compositor uruguayo nacido en Brasil.

## Biografía
Sus padres, Raymundo Pereira de Mendonça nacional de Portugal y la salteña Norberta Leguisamo Artigas se radicaron en la ciudad de Rivera cuando Lalo tenía 6 meses de edad.
Sus estudios primarios los llevó a cabo en la Escuela Pública N.º 2, mientras que los secundarios los cursó en el Liceo Departamental de Rivera. Comenzó a trabajar en el establecimiento rural de sus padres, ubicado en la zona denominada Mangrullo (3ª sección del departamento de Rivera) a los 18 años de edad, desempeñándose en tareas rurales por cinco años. Obtiene la ciudadanía legal uruguaya en 1925 y unos años después se traslada a la ciudad de Buenos Aires, donde trabaja como periodista durante tres años para el diario El Mundo.
A su regreso a Uruguay, se radicó en Montevideo y trabajó en distintos diarios y revistas de esa ciudad. Volvió a Rivera en 1932 y se desempeñó nuevamente en tareas rurales. Tres años después contrajo matrimonio con la riverense Guiazul Zagía (Pilola), con la que tuvo cuatro hijos, Robert Donaldo (Yuyo), María Teresita, Norberta Neyda (Yango) y Alfredo Richard.
Cultivó la poesía gauchesca, publicando su primer libro, titulado "Mi Tropiya", en octubre de 1964. Diez años después logra publicar Maciegas, donde el verso se alterna con la prosa. También compuso varias canciones, como "Virgen de los Caminos", "Pueblo Fronterizo", "Canción de Paz", "Chamarrita Fronteriza" y "Canto a mi Uruguay", entre otras.
De manera póstuma y gracias a la labor de sus hijos, se publicó en setiembre de 2004 un tercer libro de poesías que se tituló Chilcas, el cual recopiló textos que habían quedado dispersos al momento de su fallecimiento.

## Homenajes
El grupo musical uruguayo Maciegas, fundado en 1980, fue bautizado en honor al segundo libro de Mendoza.
En el año 2009, la Escuela Rural N.º 132 de Educación Especial, del Departamento de Rivera, fue designada con el nombre de "Poeta Lalo Mendoza".

## Obra literaria
- Mi Tropiya (Impr. Florida, Florida. 1964)
- Maciegas (1974)
- Chilcas (2004)